# ゼーレヴァルト
ゼーレヴァルト (ドイツ語: Söhrewald) は、ドイツ連邦共和国ヘッセン州カッセル郡に属す町村（以下、本項では便宜上「町」と記述する）である。
この町は1970年12月1日に、それまで独立した町村であったアイターハーゲン、ヴァッテンバッハおよびヴェレローデが、地域再編に伴って合併し、成立した。町名は、この町が中低山地ゼーレ内に位置することから選ばれた。ゼーレヴァルトは北ヘッセンの住宅町であり、工業はほとんど立地していない。かつてゼーレヴァルトの村は農業で生計を立てていた。

## 地理

### 位置
ゼーレヴァルトはカッセル郡の南東部、カッセルの南東約 13 km の中低山地ゼーレ内の森深い高地に位置している。この町の集落をフルダ川の支流であるファーレンバッハ川とミュールミッシュ川が流れている。ファーレンバッハ川に面したヴェレローデ地区は森に囲まれた山並みの北に位置しており、西にハムビュールスコプフ（海抜 445.2 m）、東にブラント山（441.6 m）がそびえる。尾根の南、ミュールミッシュ川の支流ヴァッテンバッハ川の谷にヴァッテンバッハ地区があり、ミュールミッシュ川との合流点近くにアイターハーゲン地区がある。

### 隣接する市町村
ゼーレヴァルトは、北はローフェルデン、北東はカウフンゲンとヘルザ（以上3町村はいずれもカッセル郡）、東はヘッシシュ・リヒテナウ（ヴェラ＝マイスナー郡）、南はメルズンゲン、南西はケルレ、西はグックスハーゲン（以上シュヴァルム＝エーダー郡）およびフルダブリュック（カッセル郡）と境を接する。

### 自治体の構成
自治体としてのゼーレヴァルトは、アイターハーゲン、ヴァッテンバッハ、ヴェレローデの各地区からなる。行政機能はヴェレローデ地区にある。

## 歴史

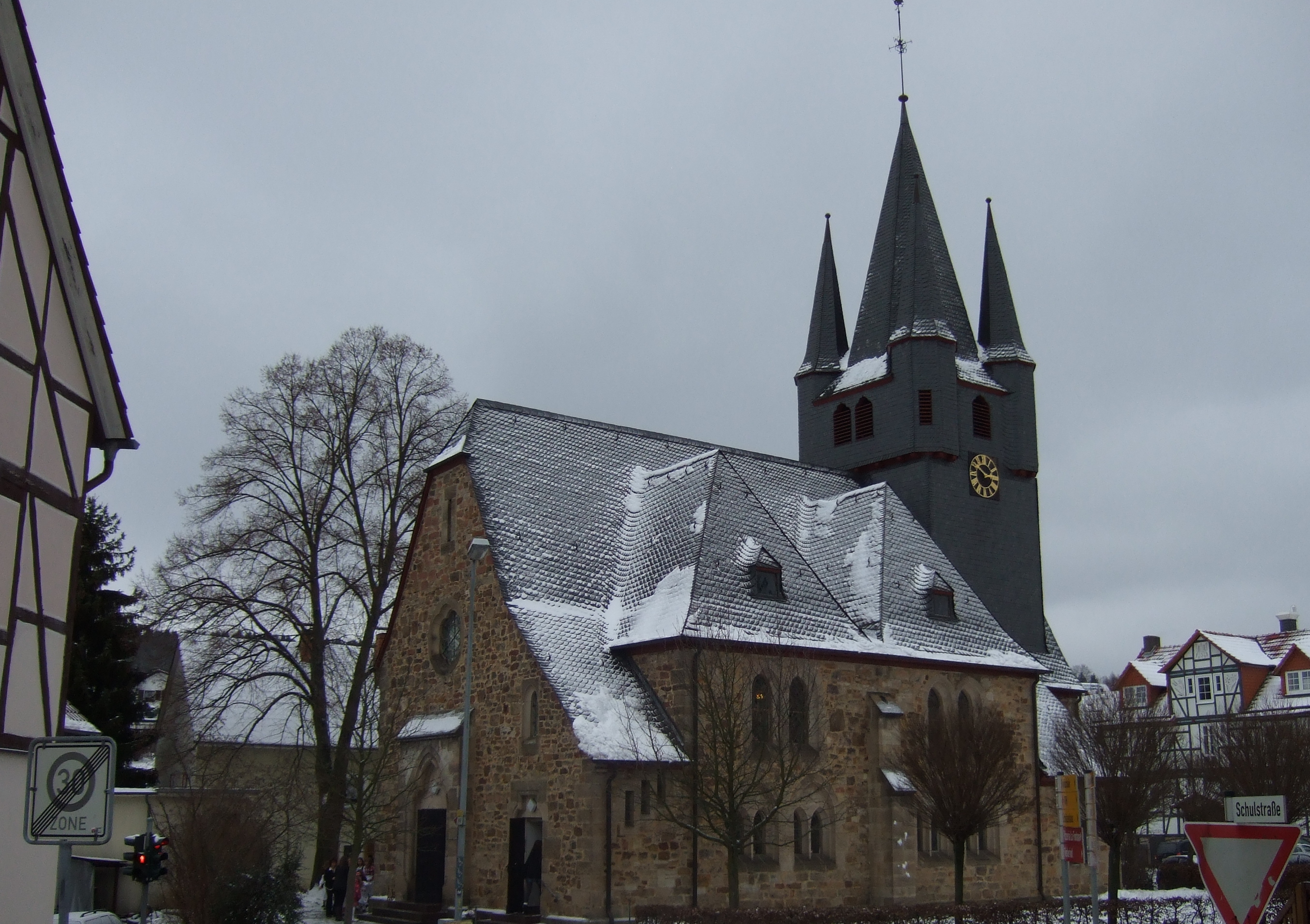
ゼーレヴァルトの教会

この町は、ヘッセン州の地域再編に伴い1970年12月1日に、アイターハーゲン、ヴァッテンバッハ、ヴェレローデが合併して成立した。
新しい町の名前の由来となったゼーレ山地は、フルダ川東岸からシュティフツヴァルトにまで延びている。
ゼーレ山地は古い入植地域の一つである。ゼーレという名前は、「乾燥した」を意味する "soor" または "sör" を語源とする。高地に造られた初期の入植地ではしばしば水が不足し、これらの開墾地はすぐに放置された。こうした廃村の一つが、19世紀以降シュテュックキルヒェンと呼ばれる土地である。ヘッセンハインやヘッセンハーゲンといった入植地は、おそらく1347年から1352年の「黒死病」流行によって放棄された村であった。「ヘッセンハイン教会」の跡だけが、かつての入植地の痕跡を留めており、「グロッケンボルン」とともに多くの行楽客の目的地となっている。
ヴェレローデ、ヴァッテンバッハ、アイターハーゲンは、ファーレンバッハ川、ヴァッテンバッハ川、ミュールミッシュ川の谷に位置しており、住民は十分に水を得ることができた。しかし、ここは平地が少なく、斜面を開墾した土地は地味に乏しいため、収穫はわずかであった。このため、入植者は森を生計の足しに利用せざるを得なかった。住民たちは長年、森での放牧権を有していた。この他に森では、木材、木の実、キノコが得られた。女性や子供はわずかばかりの副収入のためにこれらを採取した。ヴェレローデ集落だけは 3560 ha の森と、わずか 461 ha の耕地を有していた。このため、ゼーレ山地の村の住民の多くは林業と、農耕する女性で生計を立てていた。
彼らは、もちろん狩猟権を行使することはできなかった。当時、その権利は貴族領主のものであった。猟獣に富んだ森はしばしばヘッセン方伯の華麗な追い立て猟の舞台となった。ジェローム王も、おそらく一度は狩猟のためにゼーレ山地を訪れている。すでに昔からゼーレの3つの村は一つの共同体であった。その最初の証拠は、13世紀から14世紀の変わり目頃に遺されている。
1351年のレーエンの譲渡書類が、ヴェレローデ村の600年以上の歴史の原点である。
3つのゼーレの村はいずれもアムト・オーバーカウフンゲンの下位に置かれた。このため、住民たちはゼーレの森やシュティフツヴァルトを通るシュスタース・ラッペンのアムツプファート（直訳すると「役所の小径」）を通って上位の役所へ行かなければならなかった。
ゼーレ山地の村の発展はその隔絶された環境によって妨げられていた。交通の便が悪いことで、これらの村は小規模な入植者集落の段階に留まっていた。わずかばかりの農業と森が何世紀もの間住民たちの生活を支えていた。
大きな転機は、1911年から1912年のゼーレ鉄道の建設によってもたらされた。この鉄道が運行を開始したことでカッセルの職場まで速く、快適に行くことができるようになったのである。より良い教育や多くの就職機会がゼーレ山地の住民に提供された。ささやかな豊かさが家族に訪れた。小さくて良いから自分の家が持ちたいという願いが叶えられた。
詳しい研究が進み、集約的な利用が期待されるようになった地元の玄武岩や褐炭を、当時、ゼーレ鉄道はスムーズに輸送することが可能であった。これに伴って町の周辺での職場も増えていった。特にヴァッテンバッハ集落は、シュテルベルク鉱山のおかげで坑夫の村となった。鉱山労働者の伝統は今日まで続いている。町の行事では、こぎれいな身なりに改めた坑夫が尊敬を集めている。褐炭採掘と同様に重要なのがゼーレの玄武岩採石であった。1927年にはゼーレのいくつかの採石場で350人の労働者がいた。これらの職場は現在はもうない。中小の企業や手工業者はあるものの、ゼーレヴァルトの就業者の多くはカッセルやその周辺に職場がある。
ゼーレ鉄道は1966年に廃止された。バス交通がその役割を引き継いだ。しかし、ゼーレヴァルトの就業者の多くは他のカッセル周辺の住民と同じく、自家用車で職場に通っている。
ゼーレヴァルトは通勤労働者のベッドタウンとなった。この町の資本はその無傷の森林風景である。ひっそりとした谷や牧歌的な水辺をもつ多様性に富んだ混合林の美しさは、近郊保養地や観光地にうってつけの条件であった。しっかりとした木組み建築の中心部の周りには新しい住宅地が建設されている。やがて人口は、 5,300 人にまで増加した（その後減少）。

## 行政

### 議会
ゼーレヴァルトの町議会は 23 議席からなる。

### 首長
- 1970年12月1日 - 1971年6月30日: ニコラウス・メンデル (SPD)
- 1971年7月1日 - 1979年2月: エルンスト・アーペル（SPD、罷免され再任されなかった）
- 1979年3月6日 - 1979年7月9日: フリードリヒ・クーナート（州から委託され、首長業務を代行した）
- 1979年7月10日 - 1990年3月31日: マンフレート・ヘラー (SPD)
- 1990年4月1日 - 1992年6月: ギュンター・ブルクハルト (SPD)
- 1992年8月19日 - 2004年8月: ホルスト・バハマン (SPD)
- 2004年9月1日 - : ミヒャエル・シュタイゼル (SPD)

### 紋章
この地域では長い間、都市以外の町が紋章を使う習慣はなかった。ヴェレローデは、ゲンズンゲン（現在シュヴァルム＝エーダー郡フェルスベルクに属す）、バート・ザルツシュリフト（フルダ郡）に次いで、カッセル行政管区内で町の紋章を用いた3番目の町であった。現在ではヘッセン州のすべての市町村が紋章を用いている。紋章制定のきっかけは、1951年のヴェレローデ建設 600年祭の計画にあった。これに基づきヘッセン州内務省は1951年1月8日に、ヴェレローデが紋章を用いることを認可した。しかし、これ以後も公式文書にこれが用いられる習慣はなく、1973年以降にやっと習慣化したのであった。とはいえ、1951年夏の600年祭記念行事の中でこの紋章は市民に紹介されていた。
1972年10月18日にゼーレヴァルトの町議会は満場一致で、1971年に成立した新しい自治体ゼーレヴァルトの紋章としてこの紋章を引き継ぐことを決議し、ヘッセン州の内務大臣は1973年1月31日にこれを承認した。
紋章の基本となったのは、かつての有力なヘッセン貴族エルベン家の紋章で、ヴェルローデについて初めて記録した1351年の文書にもこの形の印章が見られる。
紋章の図柄: 赤地に、先端がユリ図形となった銀のシカの角。ここでいう「銀」は、紋章学用語で「白」を意味している。

## 文化と見所

### スポーツ
- ヴァッテンバッハ地区の森の水泳プール

### 記念刊行物
- Festschrift zur 600-Jahrfeier 1351 Wellerode 1951.
- 40 Jahre Freiwillige Feuerwehr Wellerode verbunden mit dem Kreisfeuerwehr-Verbandstag am 31. Mai und 1. Juni 1976.
- 80 Jahre Freiwillige Feuerwehr Wellerode, 24.–26. August 1984.
- 100 Jahre TSG Wellerode 1896–1996.
- 100 Jahre Chorgesang, 75 Jahre Turnen in Wellerode 10., 11. und 12. Juli 1971.
- Gauturnfest 1976/80 Jahre Turnen in Wellerode, 9.,10..11. Juni 1976.
- 80-jähriges Bestehen der Turnabteilung im TSG 1896 Wellerode, 12. und 13. Juni 1976 Gauturnfest Turngau Nordhessen – Söhrekampfbahn.
- 90 Jahre Turnabteilung im TSG 1896 Wellerode 5. – 7. September 1986 – Einladung.
- Großes Fußball-Turnier und Auswahlspiel der Alt-Herren-Mannschaft, Samstag, den 11. Juni 1971, Beginn: 17 Uhr Stadtauswahl Kassel – Söhreauswahl, Vorspiel: Jugendspiel, Beginn: 16 Uhr; Sonntag, den 12. Juni 1977, Beginn: 12 Uhr, Alt-Herrenturnier.
- Förderkreis Fußball, TSG – Wellerode, Saison 1990/91.
- 1919–1994 75 Jahre Fußball in Wellerode.
- 25 Jahre Spielmanns- und Musikzug in Wellerode, 7., 8. und 9. September 1979.
- 25 Jahre Sportschützen TSG 1896 Wellerode vom 3.–5. September 2004.
- 100 Jahre SPD Wellerode, 26. bis 28. Mai 2006.
- 50 Jahre Deutsches Rotes Kreuz Ortsvereinigung Söhrewald, Festveranstaltung am 8. und 9. Juli 1978 auf der Söhrekampfbahn.
- 10 Jahre TC Söhrewald e. V. 1978–1988.
- 50 Jahre TSV Germania Wattenbach 1907 (am) 8., 9. und 10. Juni 1957.
- Wattenbach 650 Jahre 1323-1973.
- Festprogramm zum Jubiläumsfest am 18. bis 21. Juni 1978 75 Jahre Knappen u. 90 Jahre Gesang im TSG "Glück-Auf" Wattenbach, Abt. Gesang und Knappen.
- 50 Jahre Freiwillige Feuerwehr Söhrewald-Wattenbach vom 8.-10. August 1981.
- Festschrift zum Gemeindefest des Kirchspiels Eiterhagen anlässlich des 200-jährigen Bestehens der Kirche in Wattenbach am 20.-22. August 1982.
- 75 Jahre TSV Germania 07 Wattenbach, Sportwoche vom 4. bis 11. September 1982.
- 25 Jahre Tischtennis in Wattenbach 1967-1992.
- 100 Jahre Männer und Frauenchor Concordia 1897 Eiterhagen 1879-1979.
- 700 Jahre Eiterhagen (1989).

これらの文献は、翻訳元であるドイツ語版の参考文献として挙げられていたものであり、日本語版作成に際し直接参照してはおりません。

## 引用
1. ↑  Hessisches Statistisches Landesamt: Bevölkerung in Hessen am 31.12.2023 (Landkreise, kreisfreie Städte und Gemeinden, Einwohnerzahlen auf Grundlage des Zensus 2011)]
2. ↑  Klaus Sippel weist in "Wüstungen rings um Wellerode", in: 650 Jahr Wellerode 1351–2001, herausgegeben von der Gemeinde Söhrewald, 2001, pp. 1–16 nach, dass die Wüstung Lobesrode anderenorts gelegen hat
3. ↑  町議会議員選挙結果
4. ↑  Th. Hans-Dieter Scholz: Welleröder Annalen von 1351 bis 2000 „Über unser Wappen“, in: 650 Jahre Wellerode. pp. 23–24
5. ↑  Th. Hans-Dieter Scholz: „Unser Ortswappen“, in: Söhrewald 1984, p. 9. Söhrewald von A – Z, Band 3, p. 114
6. ↑  Welleröder Annalen von 1351 bis 2000 „Über unser Wappen“, in: 650 Jahre Wellerode. pp. 23–24.